# V・K・サシカラ
パラニナタン・クリシュナヴェニ・サシカラ（タミル語: வி. கே. சசிகலா、英語: Vivekanandan Krishnaveni Sasikala、1954年8月18日 - ）、インドの実業家、政治家。
全インド・アンナー・ドラーヴィダ進歩党（AIADMK）の総裁で、タミル・ナードゥ州首相を務めたJ・ジャヤラリターの側近であった。

## 経歴
マンナルグディで生まれる。1980年代には、後にタミル・ナードゥ州首相となるJ・ジャヤラリターと知り合い、長年にわたり仲間、同僚して仕える親密な関係となった。
2016年12月にジャヤラリターが亡くなると、全インド・アンナー・ドラーヴィダ進歩党（AIADMK）の総評議会はサシカラをAIADMKの総裁に選出した。2017年2月5日には、ジャヤラリターが亡くなってから後任の州首相に就任していたO・パンニールセルヴァムが辞意を表明。サシカラが次期州首相に就任するものと見られていたが、係争中であった不正蓄財の事件で有罪判決が出され、刑務所に収監された。これを受けて、2017年2月にはサシカラ派のE・K・パラニスワミが州首相に就任した。
しかし、パンニールセルヴァム派とパラニスワミ派の統合が合意され、サシカラ派は党要職から外されることとなった。さらにサシカラをAIADMKの総裁から解任して、党から追放することが決定された。